# 10412 Tsukuyomi
10412 Tsukuyomi eller 1997 YO4 är en asteroid i huvudbältet som upptäcktes den 21 december 1997 av de båda japanska astronomerna Takeshi Urata och Yoshisada Shimizu vid Nachi-Katsuura-observatoriet. Den är uppkallad efter mångudinnan Tsukuyomi.
Asteroiden har en diameter på ungefär 10 kilometer och den tillhör asteroidgruppen Eos.